# Лим Мен Гык
Лим Мен Гык, неофициальное русское имя — Андрей Васильевич (13 февраля 1905 года, уезд Кильчжу, провинция Северный Хамгён, Корея — 31 августа 1975 года, Фергана, Узбекская ССР) — председатель колхоза «Гигант» Задарьинского района Наманганской области, Узбекская ССР. Герой Социалистического Труда (1957).

## Биография
Родился в 1905 году в крестьянской семье в одном из сельских населённых пунктов в уезде Кильчжу провинции Северный Хамгён, Корея.
В 1919 году вместе с родителями эмигрировал на российский Дальний Восток. В 1923 году окончил семь классов корейской вечерней школы в селе Алексеевка Ольгинского уезда. До 1924 года работал в личном подсобном хозяйстве. В 1927—1930 года служил в Красной Армии в составе 76-го Карельского стрелкового полка, располагавшегося в городе Канске. В 1929 году вступил в ВКП(б).
В 1930 году избран председателем колхоза «Большевик» Сучанского района. С 1932 года — заместитель директора базы Тралового треста в бухте Талкан, с 1935 года — заведующий огородным хозяйством рыбного кооператива на острове Путятина, с 1936 года — председатель колхоза «Красный Сучан» Будённовского района с центром в селе Владимиро-Александровское. В 1937 году депортирован на спецпоселение в Ферганскую область Узбекской ССР.
С 1937 года — управляющий делами коммунального хозяйства в Намангане. В 1941 году избран председателем колхоза «Гигант» Задарьинского района с усадьбой в посёлке Джумашуй. Вывел колхоз в число передовых сельскохозяйственных предприятий Ферганской области. Указом Президиума Верховного Совета СССР от 11 января 1957 года «за выдающиеся успехи, достигнутые в деле развития советского хлопководства, широкое применение достижений науки и передового опыта в возделывании хлопчатника и получение высоких урожаев хлопка-сырца» удостоен звания Героя Социалистического Труда с вручением ордена Ленина и золотой медали «Серп и Молот».
В 1959 году избирался делегатом XI съезда Компартии Узбекистана, депутатом Задарьинского районного Совета народных депутатов (1952—1960), членом Пленума Тюря-Курганского райкома КПСС (1949—1953), членом бюро Задарьинского райкома КПСС (1957—1960), членом Пленума Наманганского обкома КПСС (1958—1960).
В 1962—1963 годах трудился инспектором территориального колхозо-совхозного производственного управления в селе Рахмановка Намангановского района, потом возвратился на должность председателя колхоза «Гигант», которым руководил до 1965 года.
После выхода на пенсию проживал в Фергане. Персональный пенсионер союзного значения. Скончался в августе 1975 года. Похоронен на городском кладбище Намангана.
Награды
- Герой Социалистического Труда
- Орден Ленина
- Орден Трудового Красного Знамени (1949)
- Медаль «За трудовую доблесть»